# Model de color
Un model de color és un model matemàtic abstracte que permet representar els colors en forma numèrica, utilitzant típicament tres o quatre valors o components cromàtics (per exemple RGB i CMYK són models de colors). És a dir, un model de color se serveix d'una aplicació que associa a un vector numèric un element en un espai de color.
Dins l'espai de color de referència, el subconjunt de colors representada amb un model de color és també un espai de color més limitat. Aquest subconjunt s'anomena gamma i depèn de la funció utilitzada per al model de color. Així, per exemple, els espais de color Adobe RGB i espai de color sRGB són diferents, encara que tots dos es basin en el model RGB.

Se sap que es pot generar una vasta gamma de colors de mescla additiva dels colors primaris: vermell, blau i verd. Aquests colors junts determinen un espai de color. Es pot imaginar aquest espai com un cub alineat al sistema de coordenades d'un espai tridimensional, en el qual la quantitat de color vermell es representa al llarg de l'eix X i la quantitat de groc, al llarg de l'eix Z. En aquesta representació, cada color té una posició única.
Tanmateix, aquest no és l'únic espai de color. Per exemple, quan els colors es mostren al monitor d'ordinador, es defineixen solament en l'espai de color RGB (colors vermell, verd i blau). Aquesta és una altra manera de representar els mateixos colors en què el vermell, verd i blau poden considerar-se respectivament com els eixos X, Y i Z. Una altra forma de representar els mateixos colors és la tonalitat (eix X), de la saturació (eix Y) i lluminositat (eix Z). D'això se'n diu espai de color HSB. Hi ha moltes altres espais de color. Molts d'aquests es poden representar en tres dimensions (X, Y, Z).

## Nota

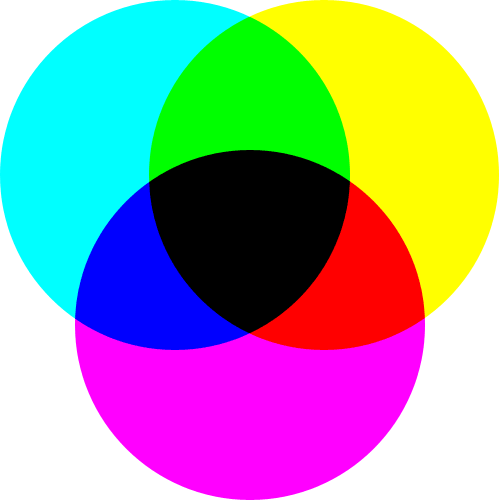
Síntesi sostractiva de color.

Síntesi additiva de color.

Quan definim formalment un espai de color, la mostra habitual de referència és l'espai de color, que va ser específicament dissenyat per incloure tots els colors que l'ésser humà mitjà pot veure. Aquest és l'espai de color més precís però és massa complex per a l'ús diari.
A partir que l'"espai de color" és un terme més específic per a una determinada combinació particular d'un model de color, més un color que fan un seguiment de la funció, el terme "espai de color" tendeix a utilitzar-se per identificar el model de color, i quan s'identifica un espai de color s'identifica automàticament el model relacionat amb el color. Sense formalitats, els dos termes s'usen indistintament, encara que això és rigorosament incorrecte. Per exemple, encara que diversos espais de color es basen en el model de RGB, no és el mateix que l'espai de color RGB.
En un sentit genèric de les definicions que s'han exposat, els espais de color es poden definir sense l'ús d'un model de color. Aquests espais, tals com Pantone, són, en realitat, un conjunt de noms o xifres que es defineixen per un conjunt corresponent a les mostres físiques del color.
Des que l'espai de color defineix els colors en funció de l'estructura absoluta de referència, els espais de color, amb el dispositiu de perfils, permeten les representacions reproduïbles dels colors, tant en les representacions analògiques com en les digitals.

## Densitat de l'espai de color
El model de color RGB s'aplica de diferents maneres, d'acord amb les possibilitats del sistema usat. En general, les més habitualment utilitzada a partir de 2005 són les 24 execucions del bit, amb 8 bits, o 256 nivells discrets per definir la profunditat de color. Tot l'espai de color basat en el model RGB de 24 bits està limitat a una gamma de 256 × 256 × 256 = 16,7 milions de colors. Algunes aplicacions fan servir 16 bits per al component, amb la consegüent gamma amb una major densitat de colors diferents. Això és particularment important quan es treballa amb espais de color de gamma àmplia (on la majoria dels colors més comuns són identificats gairebé iguals que els propers), o quan tantíssims procediments de filtre digital són utilitzats de forma consecutiva. El mateix principi s'aplica a tots els espais de color basats en el mateix model de color, però en diferents profunditats de la punta.

## Llista parcial dels espais de color
L'espai de color CIE 1931 XYZ és el primer intent de produir un espai de color sobre la base de les mesures de la percepció humana del color, i és la base per a gairebé tots els altres espais de color. Les variants de l'espai de la CIE són:
- Espai de color CIELUV - una esmena a les diferències de color més convenientment, substituït pel següent:
- Espai de color CIELAB
- Espai de color CIE de 1964 - mesures en un camp de visió més ampli que l'espai de color a 1931 que proporciona resultats una mica diferents.